# Pridden
Pridden – osada w Anglii, w Kornwalii. Leży 7 km na południowy zachód od miasta Penzance i 418 km na zachód od Londynu.